# Daniel Wisgott
Daniel Wisgott (* 13. Februar 1988 in Essen) ist ein aktiver deutscher Leichtgewichts-Ruderer. Seine größten Erfolge sind zwei Siege bei den Ruder-Weltmeisterschaften 2010 und 2014 im Leichtgewichts-Achter.
2009 wurde Wisgott, trainiert von Martin Strohmenger, zusammen mit Robby Gerhardt, Jan Lüke und Simon Berghofer U23-Weltmeister im Leichtgewichts-Vierer ohne Steuermann. Im folgenden Jahr startete er mit Lars Wichert im Leichtgewichts-Zweier ohne Steuermann bei den Weltmeisterschaften in Lake Karapiro, im Finale belegten sie Rang fünf. Zudem wurden sie Weltmeister im Leichtgewichts-Achter. 2013 siegte Wisgott zusammen mit Tobias Franzmann, Stefan Wallat und Lasse Antczak im Leichtgewichts-Vierer bei der Universiade in Kasan. Bei den Weltmeisterschaften 2014 gewann er wie 2010 den Titel im Achter.
Wisgott ruderte seit 2009 zusammen mit Robby Gerhardt, sein Verein ist die Ruderriege ETUF Essen.

## Erfolge
- 2009: 1. Platz U23-Weltmeisterschaften im Leichtgewichts-Vierer ohne Steuermann
- 2010: 1. Platz Weltmeisterschaften im Leichtgewichts-Achter
- 2010: 5. Platz Weltmeisterschaften im Leichtgewichts-Zweier ohne Steuermann
- 2012: 5. Platz Europameisterschaften im Leichtgewichts-Vierer ohne Steuermann
- 2013: 1. Platz Universiade im Leichtgewichts-Vierer ohne Steuermann
- 2014: 1. Platz Weltmeisterschaften im Leichtgewichts-Achter